# Toni Elías

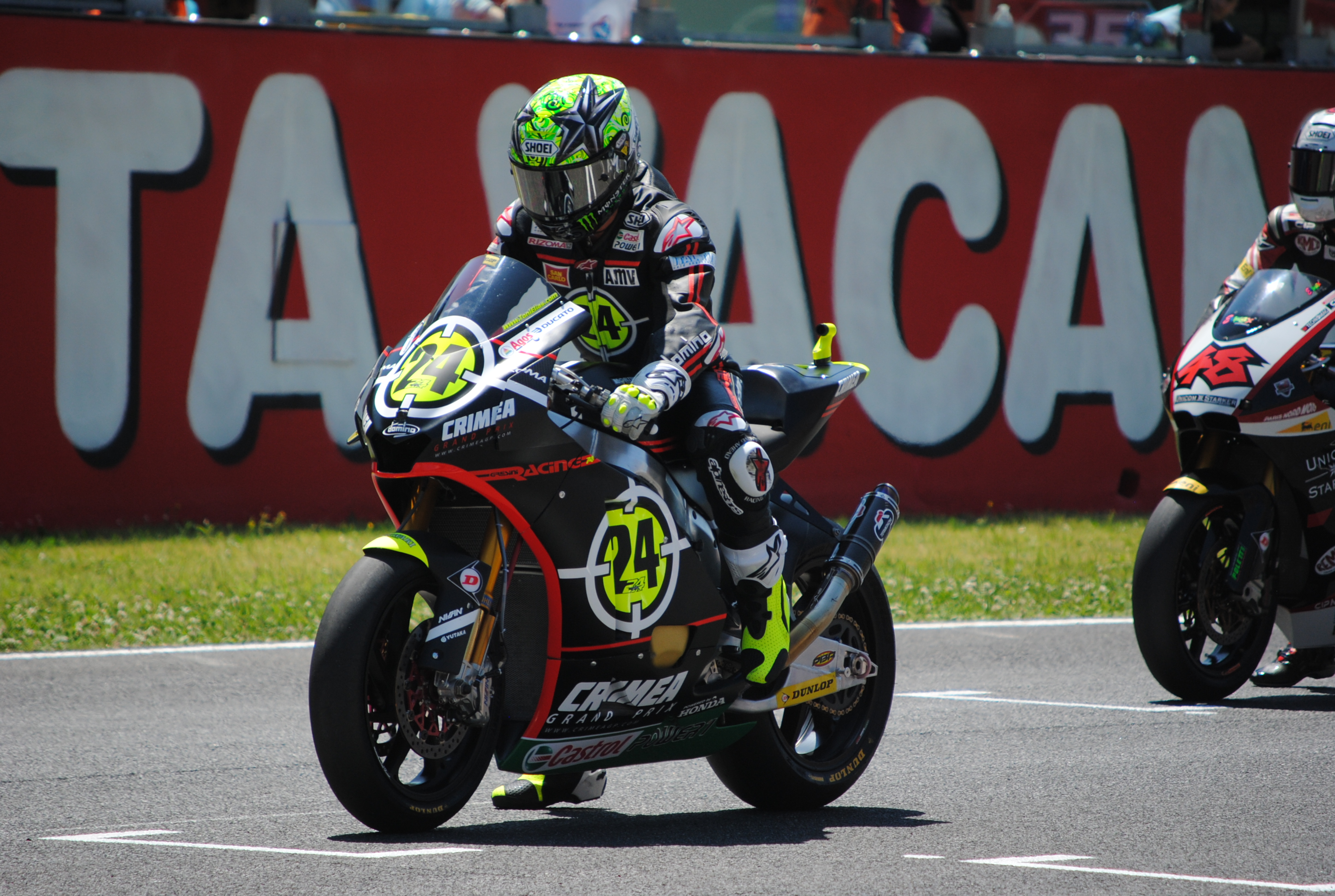
Toni Elías 2010 auf Moto2-Moriwaki.

Antonio „Toni“ Elías Justícia (* 26. März 1983 in Manresa) ist ein spanischer Motorradrennfahrer.
In der Saison 2010 gewann er die Motorrad-Weltmeisterschaft in der damals neuen Moto2-Klasse auf einer Moriwaki im Team Gresini Racing Moto2.
Elías stammt aus einer motorsportbegeisterten Familie, die in seinem Heimatort eine Yamaha-Vertragswerkstatt betreibt und ist das dritte Familienmitglied, das Motorradrennen bestreitet.

## Karriere

### Anfangsjahre
Toni Elías sammelte seine ersten Erfahrungen auf Pocket Bikes, versuchte sich später auch beim Motocross, doch erkannte schnell, dass seine wahre Leidenschaft der Straßenrennsport war und bestritt seine ersten Rennen mit nicht einmal acht Jahren.
Im Jahr 1993 nahm er an der katalanischen Minibike-Meisterschaft teil, in der folgenden Saison wurde er dort Vizemeister. Von 1995 bis 1997 bestritt er Motorroller-Rennen.
Im Jahr 1998 debütierte er auf Yamaha in der spanischen 125-cm³-Meisterschaft, obwohl er fast keine Erfahrung auf solchen Motorrädern hatte, schaffte er es sofort in die Punkteränge. In der folgenden Saison errang er in dieser Serie die dritte Position im Gesamtklassement und bestritt als Wildcard-Fahrer auf Honda seine ersten drei Grands Prix im Rahmen der Motorrad-Weltmeisterschaft, in denen er bei zweien Punkte einfuhr.

### 125-cm³-Klasse
Im Jahr 2000 bestritt Toni Elías im Alter von 17 Jahren seine erste volle Saison in der 125-cm³-Klasse der Weltmeisterschaft. Er startete auf Honda und erreichte mit 24 Punkten Rang 20 im Gesamtklassement.
In der Saison 2001 schaffte Elías den Durchbruch. Er fuhr im MoviStar Júnior Team auf Honda und errang beim Grand Prix von Frankreich seine erste Podiumsplatzierung. Beim Rennen in Holland gelang ihm sein erster Sieg, wenig später, beim Großen Preis von Tschechien, sogar noch ein weiterer. Mit insgesamt neun Podiumsplatzierungen in 16 Rennen und 217 Punkten belegte er, mit nur 24 Punkten Rückstand auf Weltmeister Manuel Poggiali, den dritten Platz in der WM-Wertung.

### 250-cm³-Klasse
Zur Saison 2002 wechselte Elías in die 250-cm³-Klasse und startete im Telefónica-Movistar-Repsol-Team von Jorge Martínez auf Aprilia. Obwohl dieses Jahr eigentlich nur dazu gedacht war, Erfahrung zu sammeln, schaffte er beim Grand Prix von Japan in Motegi seinen ersten Sieg und belegte mit 178 Punkten Rang vier in der Gesamtwertung.
Auch in der folgenden Saison startete Elías für das Telefónica-Team. In diesem Jahr errang er fünf Siege und insgesamt sieben Podiumsplatzierungen. Mit 23 Punkten Rückstand auf den Weltmeister, wiederum Poggiali, erreichte er Rang drei in der Weltmeisterschaft.
Zur Saison 2004 wechselte Elías ins Fortuna-Honda-Team, er errang einen Sieg und acht Podien, in der Gesamtwertung reichte es mit 199 Punkten zu Rang vier.

### MotoGP-Klasse
Zur Saison 2005 stieg Toni Elías schließlich in die MotoGP-Klasse auf und startete für das Tech 3-Team auf Yamaha, sein Teamkollege war Landsmann Rubén Xaus. Anfangs konnte er regelmäßig punkten, später schaffte er es sogar öfter in die Top 10, ein sechster Platz beim Großen Preis der Türkei stellt sein bestes Resultat in diesem Jahr dar. Mit 74 Punkten wurde er in seiner Debüt-Saison Zwölfter der Gesamtwertung.
In der Saison 2006 startete Elías im Fortuna-Team von Fausto Gresini auf einer Honda. Am Saisonbeginn fuhr er regelmäßig unter die ersten zehn, danach ließen seine Leistungen jedoch nach. Beim vorletzten Saisonlauf, dem Grand Prix von Portugal in Estoril, errang Toni Elías dann völlig unerwartet seinen ersten Sieg in der MotoGP-Klasse. Er startete von Position drei und kämpfte das ganze Rennen lang mit Valentino Rossi und Kenny Roberts junior um den Sieg. Besonders beim Anbremsen der ersten Kurve konnte er seine Gegner ein ums andere Mal spektakulär überholen. In der letzten Runde sah Rossi schon wie der Sieger aus, doch Elías gab nicht auf, erwischte die letzte Kurve besser als der Italiener und setzte sich auf der Zielgeraden in dessen Windschatten. Kurz vor der Ziellinie scherte er aus und schaffte es, Rossi zu überholen. Der Zielfoto-Entscheid sah Elías dann um die Winzigkeit von 0,002 Sekunden vorn – der knappste je gemessene Abstand zwischen Sieger und Zweitem in der MotoGP-Geschichte. Dieser Erfolg sicherte dem Spanier gleichzeitig seinen Platz im Team für die folgende Saison. Die Rossi-Fans beklagten sich hingegen später, als ihr Idol den WM-Kampf gegen Nicky Hayden um nur fünf Punkte verloren hatte, dass genau dieser Abstand entscheidend gewesen wäre und Valentino Rossi den Titel nur um 0,002 Sekunden verpasst hätte.

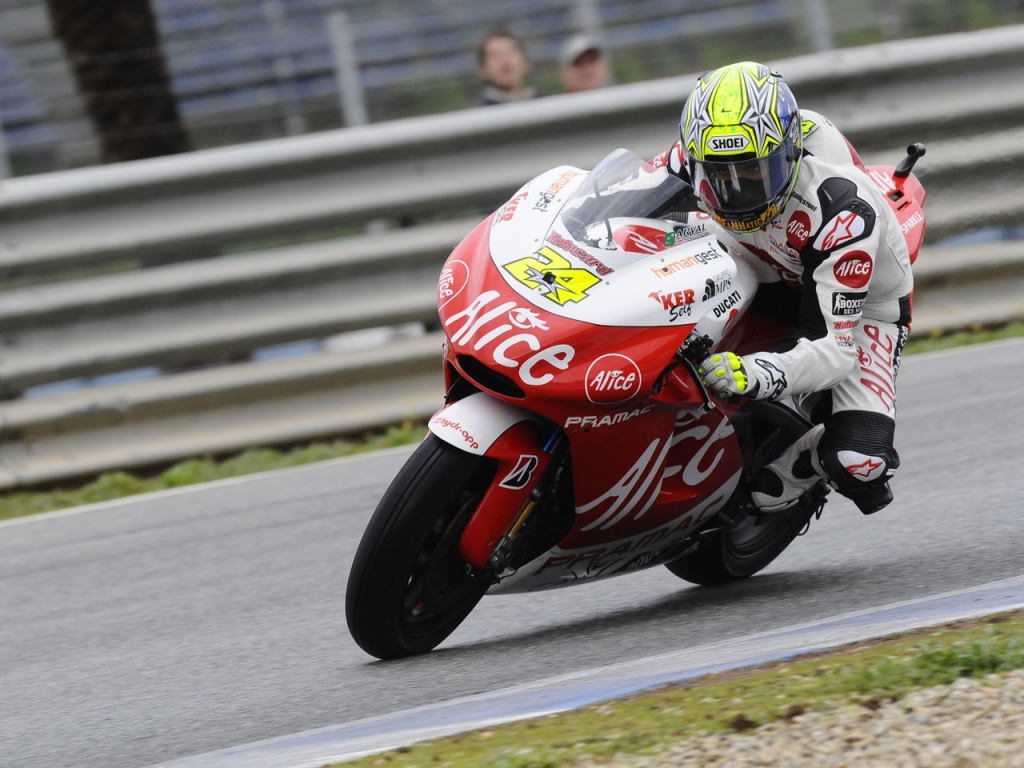
Toni Elías 2008 auf Ducati

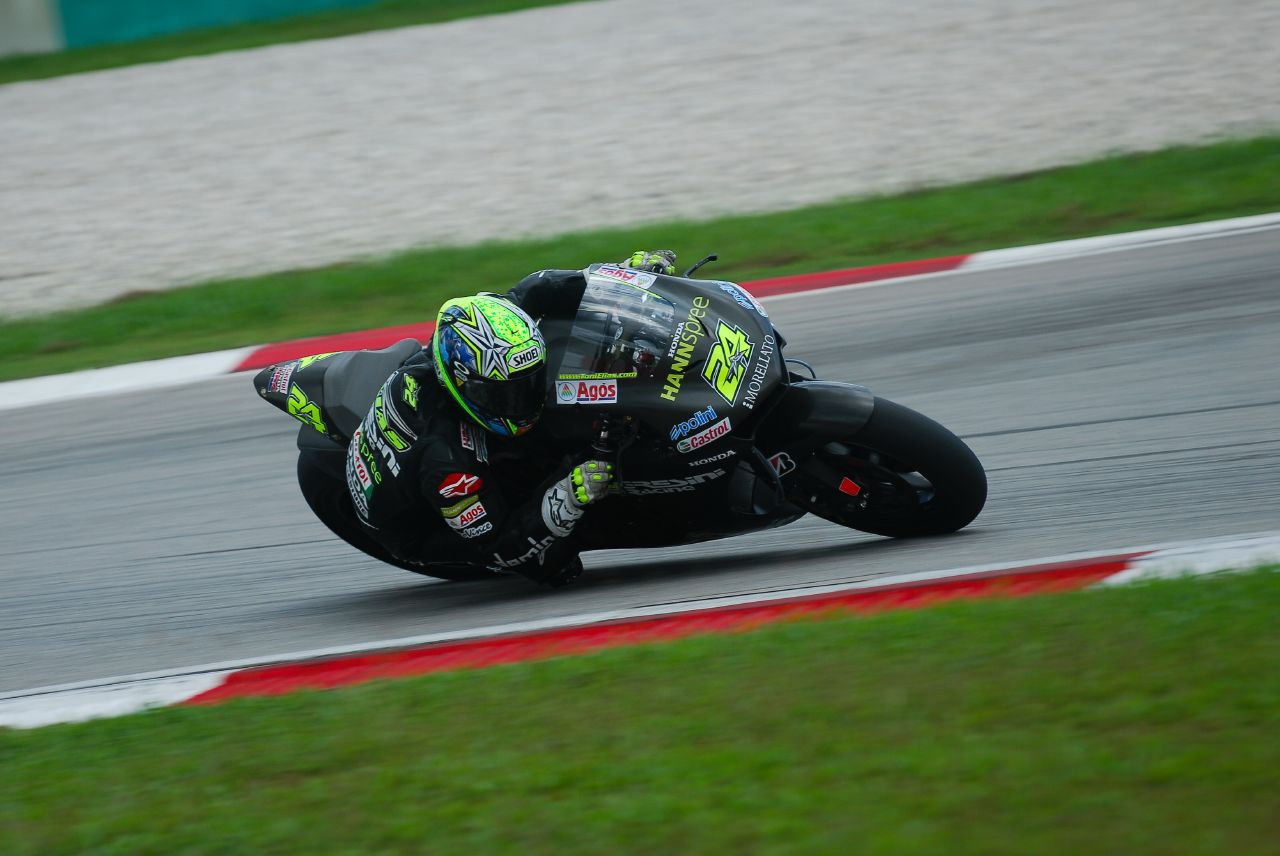
Toni Elías 2007 auf Honda bei Testfahrten in Sepang

Auch die Saison 2007 bestritt Elías im Gresini-Team und pilotierte mit der Honda RC212V ein Motorrad, das dem Weltmeister Hayden nahezu gleichwertig war. Nach einem durchschnittlichen Saisonbeginn mit dem zweiten Platz beim Großen Preis der Türkei als bestem Resultat, zog sich Elías am 28. Juni 2007 bei einem Sturz im Training zur Dutch TT einen Bruch des linken Oberschenkels zu und musste drei Rennen lang aussetzen. Nach seiner Rückkehr zeigte Toni Elías konstante Leistungen und erreichte in Japan den dritten Platz. In der Gesamtwertung wurde er mit 104 Punkten Zwölfter.
Zur Saison 2008 wechselte Toni Elías ins D’Antin MotoGP-Team von Luis d’Antin, wo er auf Ducati an den Start ging.
Beim Rennen in Indianapolis der Saison 2015 ersetzte Elías den verletzten Karel Abraham. Er fuhr eine Honda RC213V-RS im Cardion AB-Motoracing-Team.

## Statistik

### Erfolge
- 2005 – MotoGP-Rookie of the Year auf Yamaha
- 2010 – Moto2-Weltmeister auf Moriwaki
- 2017 – AMA Superbike-Meister auf Suzuki
- 17 Grand-Prix-Siege

### In der Motorrad-Weltmeisterschaft
| Saison | Klasse  | Motorrad               | Rennen | Siege | Podien | Poles | Punkte | Ergebnis    |
| ------ | ------- | ---------------------- | ------ | ----- | ------ | ----- | ------ | ----------- |
| 1999   | 125 cm³ | Honda                  | 3      | –     | –      | –     | 2      | 33.         |
| 2000   | 125 cm³ | Honda                  | 16     | –     | –      | –     | 24     | 20.         |
| 2001   | 125 cm³ | Honda                  | 16     | 2     | 9      | 4     | 217    | 3.          |
| 2002   | 250 cm³ | Aprilia                | 16     | 1     | 5      | –     | 178    | 4.          |
| 2003   | 250 cm³ | Aprilia                | 16     | 5     | 7      | 5     | 226    | 3.          |
| 2004   | 250 cm³ | Honda                  | 16     | 1     | 8      | –     | 199    | 4.          |
| 2005   | MotoGP  | Yamaha                 | 14     | –     | –      | –     | 74     | 12.         |
| 2006   | MotoGP  | Honda                  | 15     | 1     | 1      | –     | 116    | 9.          |
| 2007   | MotoGP  | Honda                  | 15     | –     | 2      | –     | 104    | 12.         |
| 2008   | MotoGP  | Ducati                 | 18     | –     | 2      | –     | 92     | 12.         |
| 2009   | MotoGP  | Honda                  | 17     | –     | 1      | –     | 115    | 7.          |
| 2010   | Moto2   | Moriwaki               | 17     | 7     | 8      | 3     | 271    | Weltmeister |
| 2011   | MotoGP  | Honda                  | 17     | –     | –      | –     | 61     | 15.         |
| 2012   | Moto2   | Suter / Kalex          | 13     | –     | –      | –     | 48     | 17.         |
| 2012   | MotoGP  | Ducati                 | 3      | –     | –      | –     | 10     | 24.         |
| 2013   | Moto2   | Kalex                  | 11     | –     | –      | –     | 21     | 18.         |
| 2015   | MotoGP  | Honda / Yamaha Forward | 6      | –     | –      | –     | 2      | 27.         |
| Gesamt | Gesamt  | Gesamt                 | 229    | 17    | 43     | 12    | 1760   |             |

### In der Superbike-Weltmeisterschaft
| Saison | Team            | Motorrad             | Rennen | Siege | Zweiter | Dritter | Poles | Schn. Rennrunden | Punkte | Ergebnis |
| ------ | --------------- | -------------------- | ------ | ----- | ------- | ------- | ----- | ---------------- | ------ | -------- |
| 2013   | Red Devils Roma | Aprilia RSV4 Factory | 8      | –     | –       | –       | –     | –                | 70     | 16.      |
| Gesamt | Gesamt          | Gesamt               | 8      | 0     | 0       | 0       | 0     | 0                | 70     |          |

Rekorde in der Motorrad-Weltmeisterschaft
- Moto2-Klasse
  - ältester Weltmeister mit 27 Jahren und 198 Tagen (2010)
  - meiste Siege in Folge (absolut): 4 (2010) 1
  - meiste Siege in Folge (in einer Saison): 4 (2010) 2

Anmerkungen:

## Verweise